# Martino (famiglia)
La famiglia Martino, de Martino, di Martino o  Martini è una famiglia nobile della Sicilia, della Campania e dell'Abruzzo.
Iscritta nel Libro d'Oro della Nobiltà Italiana e nell'Elenco Ufficiale Nobiliare Italiano anno 1922. Possedette in totale due ducati, un marchesato, nove baronie e numerosi feudi. Di questa famiglia scrivono Biagio Aldimari, Filadelfo Mugnos, Antonino Mango di Casalgerardo, padre Anfalone, Mattia Zona e Vittorio Spreti. Ha dato alla chiesa cattolica un Cardinale e sei Vescovi.

## Origine
il cognome di questa famiglia è molto probabilmente un patronimico derivante dal nome proprio Martino, infatti i primi membri conosciuti utilizzarono il cognome di Martino o de Martino indicando quindi di essere figli o discendenti di Martino.
Nel antica Roma sono esistite delle famiglie con il cognomen Martino (in latino Martinus che significa "consacrato a Marte" o "piccolo Marte", il dio della guerra). Dal cognomen Martino è derivato anche il cognomen Martiniano (in latino Martinianus).
Alcuni membri di questa antica famiglia romana furono :
- Lucio Lucceio Martino, Senatore e governatore della Germania Inferiore nel 211-212 d.C.
- Sesto Martiniano, Imperatore Romano nel 324 d.C.
- Flavio Martino, Vicarius della Bretagna nel 353 d.C.
- Martiniano, funzionario del IV secolo d.C.
- Martiniano, generale dell'Impero romano d'Oriente nel V Secolo.

Con ogni probabilità i Martino e i Martiniano romani non hanno un legame di parentela con i Martino medioevali.
L'origine dei Martino è controversa, secondo Biagio Aldimari avrebbe origini Campane. Mentre lo storico siciliano Antonino Mango di Casalgerardo accenna a un'origine Fiorentina
Lo storico e genealogista Giovan Battista di Crollalanza scrive di questa famiglia:
"Vuolsi originaria di Firenze, ma stabilita in Napoli fin dal XIII secolo, nel qual tempo un Gervasio de Martino fu spedito ambasciatore dal re Manfredi a Giordano Ruffo nel 1254. Nei primi anni del XVI secolo si divise in tre rami; dei baroni di Faicchio, dei baroni di Puglianello, e dei baroni di Silvi, così detti dai feudi che possedevano. Un Francesco del terzo ramo comprò dalla R. Corte il feudo di Silvi negli Abbruzzi con piena giurisdizione, e ne ottenne il sovrano assenso con decreto 18 Maggio 1550; il qual feudo fu posseduto dai de Martino fino al 1695 in cui fu alienato. Ottavio cav. Gerosolimitano 25 Aprile 1625; Giacomo creato dal Pontefice Martino V vescovo di Sessa; e Nicolò fu prima vescovo di Umbriatico e quindi di Rossano. - Arma: Spaccato: nel 1° d'azzurro a tre alabarde sormontate da tre stelle d'oro; nel 2° fasciato d'azzurro e di rosso di otto pezzi. - Divisa: TUTOR UT DULCISCOR."

## Struttura del Casato
|                                       |                                       |                                     |                                   |                                   |                              |                              |                                                |                                                |
|                                       |                                       |                                     |                                   |                                   | Ramo principale XIII secolo  |                              |                                                |                                                |
|                                       |                                       |                                     |                                   |                                   |                              |                              |                                                |                                                |
|                                       |                                       |                                     |                                   |                                   |                              |                              |                                                |                                                |
|                                       |                                       |                                     | Martino di Teano 1275-oggi        | Martino di Teano 1275-oggi        |                              |                              | Martini/Martino di Sicilia prima del 1250-oggi | Martini/Martino di Sicilia prima del 1250-oggi |
|                                       |                                       |                                     |                                   |                                   |                              |                              |                                                |                                                |
|                                       |                                       |                                     |                                   |                                   |                              |                              |                                                |                                                |
|                                       | Martino di Massa Lubrense 1400-oggi   | Martino di Massa Lubrense 1400-oggi | Martino di Vico Equense 1400-oggi | Martino di Vico Equense 1400-oggi | Martino des Carles 1494-oggi | Martino des Carles 1494-oggi | Martino-Valdina 1742-XIX secolo                | Martino-Valdina 1742-XIX secolo                |
|                                       |                                       |                                     |                                   |                                   |                              |                              |                                                |                                                |
|                                       |                                       |                                     |                                   |                                   |                              |                              |                                                |                                                |
| Martino di Faicchio 1612-XVIII secolo | Martino di Faicchio 1612-XVIII secolo | Martino di Pietradoro 1732-?        | Martino di Pietradoro 1732-?      |                                   | Martino di Silvi 1550-oggi   | Martino di Silvi 1550-oggi   |                                                |                                                |

## I Martino del Regno di Napoli

### Martino di Teano
Il primo luogo di residenza accertato nel Napoletano, nonché possibile luogo di origine di questa famiglia, è la città di Teano.
Il più antico esponente che si conosca è, come riportato dallo storico Crollalanza, Gervasio de Martino che fu ambasciatore e Segretario del Re Manfredi di Svevia. Nel 1254 fu inviato come ambasciatore a Giordano Ruffo. Dopo che il Conte Pietro Ruffo di Catanzaro zio di Giordano, si schierò dalla parte del Papa Alessandro IV, Gervasio fu nominato da Manfredi insieme a Corrado di Trevic Comandante delle truppe sveve in Calabria. Gervasio e Corrado sconfissero il Conte Pietro e riconquistarono la Calabria. In seguito Pietro e Giordano Ruffo furono condannati a morte nel 1257.
Successivamente si trovano :
- Pietro milite nel 1268 è ricevuto dal re Carlo d'Angiò come amico e familiare nel 1276;
- Ponzio scudiero del re Carlo d'Angiò e castellano negli Abruzzi nel 1270;
- Bartolomeo milite nelle truppe angioine nel 1272;
- Bertrando milite nelle truppe angioine nel 1274;
- Giudice Guglielmo Inquisitore degli Abruzzi nel 1275;
- Riccardo prestò denaro al re Carlo d'Angiò nel 1275;
- Landulfo è nominato fra i feudatari di Aquino nel 1276;
- Gerardo comandante di due Galee nel 1291.
- Signore Simone di Martino, nominato dal Re Roberto d'Angiò Capitano di Gaeta nel 1320;
- Francesco, nominato da Re Roberto d'Angiò capitano di cavalleria;
- Giovanni, Caporale di gente d'armi nel 1338;
- Niccolò, abate nel 1343 e possessore di un feudo;
- Guglielmo, scudiero della Regina Giovanna I di Napoli nel 1346;
- Giovanni fu Comandante di una galea nel 1348;
- Gaspare de Martino ottenne da Cuvella Ruffo di Scilla Duchessa di Sessa il feudo di Montaldo nel 1423;
- Giacomo de Martino fu nominato dal Papa Martino V Vescovo di Sessa il 30 agosto 1426;
- Niccolò de Martino fu Vescovo di Umbriatico dal 3 ottobre 1435 al 1442 e Arcivescovo di Rossano dal 27 ottobre 1442 al 1447;
- Antonaccio fu Sindaco di Teano nel 1447.
- Matteo fu paggio di Re Alfonso V d'Aragona.
- Biagio acquistò il feudo di Scarasciano nel 1475.

Da questo ramo principale si originarono tutti i rami del reame napoletano successivamente elencati.

### Martino des Carles
Nel XV secolo Francesco Martino, appartenente al ramo di Teano, fu cavaliere della regina Giovanna di Trastámara (1455-1517), la quale per i servigi resi gli diede in moglie nel 1494 Donna Guisana de Carles (di origini catalane ma che discendeva dalla famiglia imperiale degli Angelo-Comneno), dai suoi discendenti si originò il ramo Martino de Carles. Francesco risulta ancora vivo nel 1527.
- Federico, figlio di Francesco Martino e Giusana de Carles, è Signore del feudo Cimorisco nel 1527.
- Elena Martino (1516-?), figlia di Federico, sposa nel 1531 Marco Antonio de Silvestri di Aversa.
- Scipione e Cesare, figli di Federico, sono Signori dei feudi di Cimorisco e Scarasciano nel 1548. Scipione sposa la figlia di Costantino Musacchi.
- Alfonso Martino, altro figlio di Federico, è citato come tutore testamentario nel 1541.
- Giovanni Maria Martino governatore nella città di Carinola nel 1576 e Signore del feudo di Gallincapo nel 1558.
- Francesco Martino des Carles fu sindaco di Teano nel 1586.
- Cesare Martino des Carles è uno dei governatori dell'Annunziata di Teano che incarica il pittore Giuseppe de Alfonso di Napoli di dipingere nella chiesa dell'Annunziata nel 1592.
- Scipione Martino des Carles, nipote del primo Scipione, fu sindaco di Teano nel 1595 e Signore di Cimorisco nel 1588.
- Giovan Nicola Martino (?-1628), marito di Diana Barattucci e padre di Bartolomeo Martino Barattucci, nel 1598, insieme ai suoi fratelli, vende alla congregazione del SS. Sacramento la cappella del SS. Sacramento in cui avevano diritto di sepoltura.
- Luigi Martino des Carles, Signore di Cimorisco, si mette in luce nella difesa di Teano assediata dalle forze di Papone nel 1647. Papone era al comando di un esercito di 8000 uomini, che avevano costretto alla resa Sessa e si erano diretti su Teano. Qui vengono però fermati dalla difesa della città e dal rinforzo portato dal duca di Caianello del Pezzo;
- Agostino Martino des Carles è governatore di Sessa nel 1670;
- Antonio Martino des Carles è Sindaco di Teano nel 1691. Nel 1688 sposa Girolama Abbate di Capua.
- Carlo Martino de Carles è Sindaco di Teano nel 1737.

Dalla famiglia Martino des Carles il feudo di Scarisciano passa ai Barattucci di Teano per il matrimonio di Lucrezia Martino des Carles con Giova Giacomo Barattuccio nel 1665.
Il feudo di Cimorisco passa per successione dalla famiglia Martino des Carles alla famiglia De Angelis nel XVIII secolo.
I Martino des Carles hanno posseduto la baronia di Puglianello

### Martino di Vico
Da Teano un ramo dei Martino si trasferì a Vico, dove furono una delle principali famiglie di questa città. Già dal 1400 possiedono l'Ufficio di Protontino.
- Il Nobile Errico, notaio, ottenne in dono dal Re la Gabella della Bagliva di Vico;
- Il Nobile Fiorillo ottenne anche la Gabella dell'intero scandaggio della città nel 1423, è indicato come Regio Familiare nel 1415;
- Il Nobile Sebastiano è Regio Familiare nel 1471;
- Salvatore è Eletto del popolo di Vico nel 1494.
- Aniello, notaio e dottore in legge, fu eletto del popolo di Napoli per ben 3 volte : dal 24 luglio 1599 al 1602 (3 anni), dal 2 gennaio 1605 al 1608 (3 anni e 6 mesi) e dal 12 settembre 1612 al 1616 (3 anni e 8 mesi). Fu anche Deputato revisore nel tribunale della visione e revisione dei conti della città per la piazza del popolo.
- Giovanvincenzo, fratello del precedente, fu dottore in legge, Capitano(governatore), Giudice e avvocato fiscale.
- Gian Domenico, figlio di Aniello, fu consultatore ordinario dell'arte della lana per gli anni 1610,1611 e 1613. Nel 1615 fu Giudice soprannumero delle cause civili nella gran corte della Vicaria. Nel 1617 fu Giudice nella medesima corte e ottenne il titolo di Nobile della città (Napoli).
- Michele De Martino (Montepertuso, 20 gennaio 1788 – Monopoli, 9 marzo 1860) è stato un ricco mercante e armatore italiano.

### Martino di Massa Lubrense
Nel 1415 il Nobile Petrillo de Martino fu Mastro di Camera della provincia di Valle di Crate e di Terragiordana e insieme al fratello Angelillo ottenne dalla Regina Giovanna II di Napoli dei terreni a Massa Lubrense e il feudo di La Greca nel 1424. Petrillo è indicato come Familiare della Regina nel 1415. La medesima Regina, per i meriti acquisiti verso la corona da questa famiglia la nominò Nobile.
- Antonio de Martino vescovo di Massa Lubrense nel 1388;
- Giovan Giacomo fu segretario della Regina Giovanna II di Napoli. Si fece costruire un palazzo signorile a Massa Lubrense agli inizi del 1400;
- Galzerano fu Consigliere del Regio Ospizio nel 1475;
- Giosia, figlio della nobile Diana Brancaccio, sposò Gizzula Baraballo del seggio di Capuana nel 1481, con 300 ducati di dote, imparentandosi quindi con le potenti famiglie dei Capece e dei Caracciolo;
- Carlo fu segretario di Re Alfonso II di Napoli nel 1494.
- Federico fu sindaco di Massa Lubrense nel 1500.
- Procolo fu sindaco di Massa Lubrense nel 1500.

### Martino baroni di Silvi
Francesco di Martino acquistò il feudo di Silvi in Abruzzo nel 1550 e ottenne il titolo di Barone appoggiato su detto feudo con sovrano assenso con decreto il 18 Maggio 1550. Morì nel 1600.
- Giovanni, figlio del precedente e 2º Barone di Silvi (1600-1628). Sposò la Nobile Olimpia de Marini e da lei ebbe Francesco Maria, Ettore ed Ottavio. Morì nel 1628.
- Francesco Maria, figlio del precedente e 3º Barone di Silvi (1628-1645). Morì nel 1645 senza figli.
- Ettore,fratello del precedente. Nacque a Napoli il 23 marzo del 1599. A seguito della morte senza figli del fratello Francesco Maria, divenne il 4º Barone di Silvi nel 1645. Sposò la Nobile Teresa Perrotti e da lei ebbe Giovanni Maria, Scipione e Girolamo Antonio. Morì nel 1667.
- Ottavio, fratello dei precedenti, fu Cavaliere di giustizia dell'Ordine di Malta nel 1625.
- Giovanni Maria, figlio del Barone Ettore e 5º Barone di Silvi (1667-1690). Nacque a Napoli il 4 novembre 1620. Sposò Faustina de Rossi dei Conti di Cajazzo e da lei ebbe Stefano e Modestino. Morì nel 1690.
- Scipione,fratello del precedente. Nacque a Napoli il 21 marzo del 1622. Il 5 settembre 1647 fu nominato Giudice della Gran corte della Vicaria. nel 1648 sposò la Nobile Angela Peres da cui ebbe dei figli. Nel 1665 fu promosso Consigliere del Sacro Regio Consiglio.
- Girolamo Antonio, fratello dei precedenti. Fu Giudice della Gran corte della Vicaria e poi Presidente della Regia camera della sommaria. Divenne anche reggente del Consiglio del Collaterale nel 1658. Morì nello stesso anno e venne sepolto nella chiesa di Santa Maria agli studi.
- Stefano, figlio del Barone Giovanni e 6º ed ultimo Barone di Silvi. Nel 1695 vendette Silvi ad Antonio Salines per 24000 ducati. Sposò la nobildonna spagnola Giulia de Liso da cui ebbe: Giuseppe, Nicola, Francesco, Diana e Marianna, quest'ultima sposò Agostino de Ruggiero dei Baroni di Ginestra e Castelmuzzo. Stefano trasferì la sua famiglia da Napoli a Montefusco dove esercitò la professione di Avvocato dei poveri. Morì il 18 dicembre 1697.
- Francesco, figlio del precedente. Nacque a Montefusco il 30 aprile 1695. Fu come il padre avvocato dei poveri della regia udienza di Montefusco dove morì il 23 novembre 1774. Ha sposato Angiola Susanna nobildonna di Crotone.
- Antonio, figlio del precedente. Nacque a Montefusco il 24 febbraio 1728 e sposò nel 1775 Maddalena Garofalo figlia del Marchese Nicola Garofalo Consigliere del Sacro regio consiglio. da Maddalena ebbe: Francesco, Marianna, Faustina che sposò Francesco Saverio Mancini, Angela che sposò Girolamo d'Ambrosio presidente della regia camera della sommaria, Mariantonia che sposò il Barone Domenico Giordano di Toccanisi, Nicola e Modestino. Morì il 6 marzo 1803.
- Francesco, figlio del precedente. Nacque a Montefusco il 16 maggio 1776 e sposò nel 1806 Caterina de Attelis dei Marchesi di Angelolimosano. dal suo matrimonio nacquero: Luisa, Raffaella consorte di Carlo Spasiano Nobile di Sorrento, Antonio, Giuseppe guardia del corpo a cavallo nel 1830 e Francesco Saverio guardia del corpo a cavallo e primo tenente dei cacciatori reali.
- Giulio Cesare guardia del corpo a cavallo nel 1843.
- Cristiano 1° tenente del 2º Reggimento Granatieri della Guardia Reale ha partecipato alla campagna del 1860/61 per la difesa del Regno delle Due Sicilie.

### Martino duchi di Faicchio

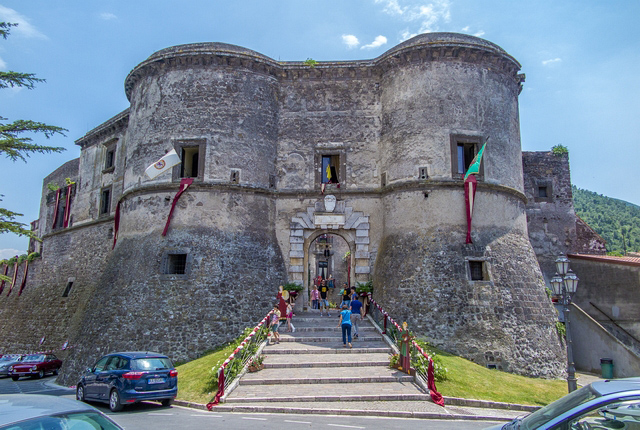
Castello dei de Martino di Faicchio

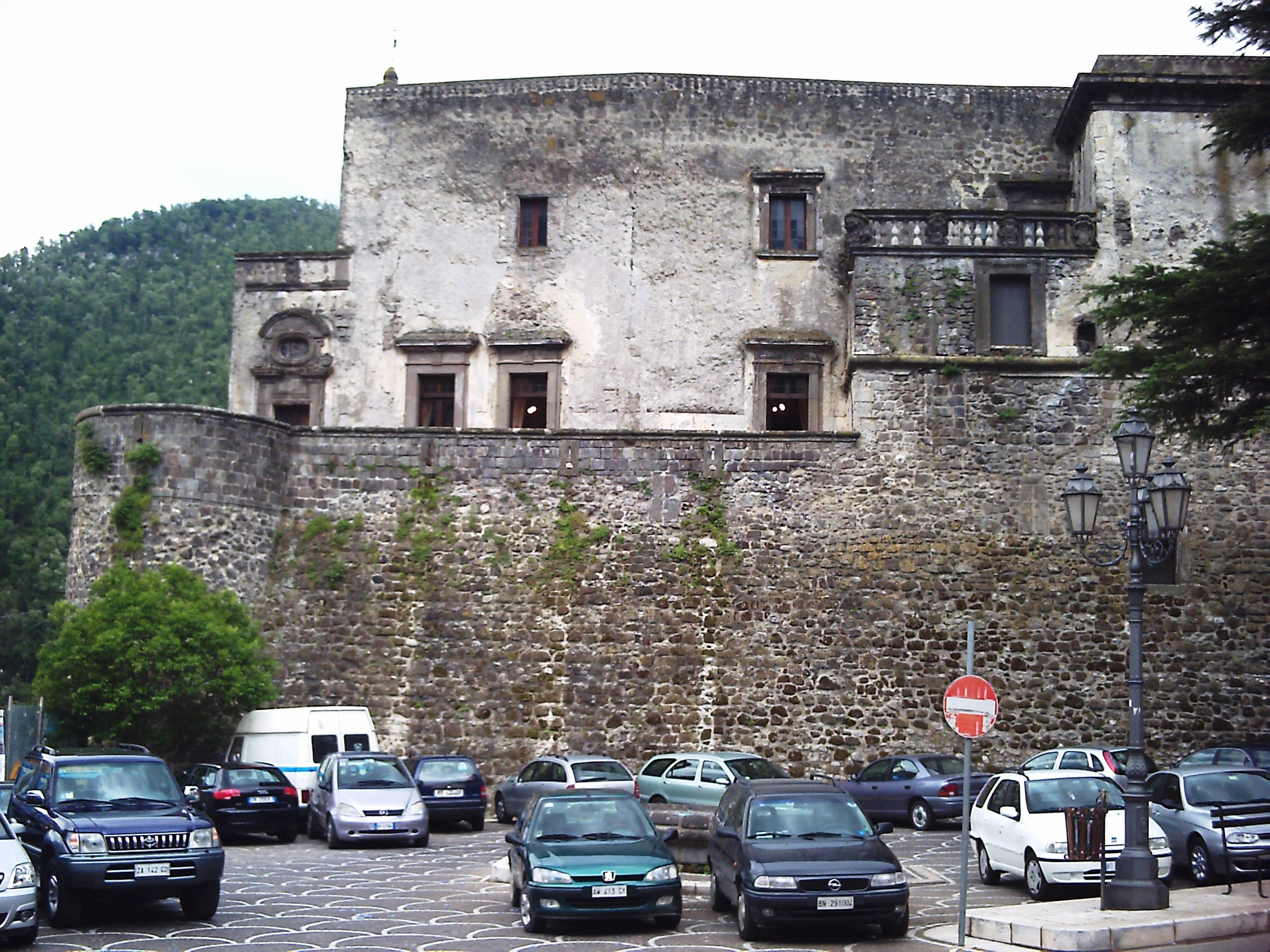
Il prospetto sulla piazza del castello ducale

Nel 1612 Don Gabriele Maria de Martino, appartenente al ramo di Massa Lubrense, comprò per 20100 ducati tutto il territorio di Faicchio dal Regio Fisco creditore di Ferrante Monsario per i numerosi debiti contratti. Il de Martino ebbe il titolo di "Barone e Duca di Faicchio" e restaurò il castello trasformandolo in una comoda dimora, pur conservando alcune funzioni difensive. Da allora il castello venne chiamato "Ducale" in onore del Duca de Martino.
Il suo successore fu il Duca Pietro de Martino che si sposò prima con Donna Isabella Carafa di Stigliano e poi con Donna Emilia Laudati figlia di Don Francesco Laudati, Cavaliere di San Jacopo, e di Donna Giovanna Carafa della famiglia di Papa Paolo IV.
Il comune di Faicchio nel XVIII secolo fu al centro di una furiosa lite fra i feudatari e gli "eletti" dell'Universitas (l'amministrazione comunale dell'epoca). Il 18 gennaio 1729 infatti, in pubblico parlamento, i cittadini decisero di presentare ai tribunali superiori di Napoli dodici richieste affinché fosse proibito al duca di interferire nella giurisdizione locale, di arrestare arbitrariamente i cittadini, di portarli nel carcere del castello senza apposita autorizzazione dell'autorità giudiziaria e di requisire con la forza cibo e materiali vari.
Nel 1736 donna Violante de Martino (?-1760), figlia del duca Gabriele de Martino, sposò don Salvatore del Pezzo (?-1775), duca di Caianello e marchese di Campodisola.
Sul finire del 1700, l'ultimo duca di Faicchio Salvatore De Martino non avendo figli o parenti prossimi maschi che potessero succedergli, consentì la successione al titolo alla famiglia Zona-Sanniti di Pietramelara, discendenti in linea femminile dai Martino.

### Martino marchesi di Montefalcone
nel 1621 Don Andrea de Martino acquistò il feudo de Montefalcone per 35000 ducati e Il 24 ottobre 1626 il re Filippo IV di Spagna concesse ad Andrea il titolo di Marchese di Montefalcone, ma questi morì il 5 settembre 1627 ed il figlio primogenito Scipione ereditò il marchesato soddisfacendo alla Regia Corte il relevio nell'anno 1628.
Scipione de Martino rinunziò al feudo di Montefalcone ed al titolo di Marchese in favore del fratello secondogenito Giovan Domenico in virtù del regio assenso dato a Madrid il 12 luglio 1628, cui dette "l'exequatur" il Viceré di Napoli Antonio Álvarez de Toledo y Beaumont, V duca d'Alba, il 30 novembre dello stesso anno.
i Marchesi Scipione e Giovan Domenico de Martino morirono senza lasciare legittimi successori ed i feudi nel 1640 ritornarono alla Regia Corte.

### Martino di Montegiordano
Ascritta al primo ordine civico della città di Aiello, diede personaggi di toga e militari, infeudata della città di Montegiordano (Calabria) con il titolo di Barone nel 1748 in persona di Don Giuseppe de Martino.
```
A1
 Don 
Giuseppe de Martino
, dottore in medicina e filosofia, sposò Donna Chiara D'Agostino nel 1664
   
B1
 Donna Giovanna de Martino
   
B2
 Donna Agata de Martino
   
B3
 Don 
Luigi de Martino
, sposò Donna Marzia Perfetti nel 1695
      
C1
 Don 
Giuseppe de Martino
, I Barone di Montegiordano nel 1748
      
C2
 Don 
Filippo de Martino
, dottore in legge
      
C3
 Don 
Francesco de Martino
, II Barone di Montegiordano, guardia del corpo di 
Re Carlo III
, sposò Donna Nicoletta dei Baroni Minieri
         
D1
 Don 
Luigi de Martino
, III Barone di Montegiordano sposò Donna Teresa Morlando
            
E1
 Don 
Giuseppe de Martino
, IV Barone di Montegiordano, sposò Donna Clotilde dei Baroni di Castelbottaccio
               
F1
 Donna Elisabetta de Martino, suora
               
F2
 Don 
Gennaro de Martino
, V barone di Montegiordano, sposò Donna Filomena Iacuzio
                  
G1
 Don 
Francesco de Martino
, VI Barone di Montegiordano e Ten. Col. del R.E., sposa Donna Filippina dei Conti Piscicelli
                     
H1
 Donna Maria de Martino
                     
H2
 Don 
Luigi de Martino
, VII Barone di Montegiordano
                        
I1
 Don 
Francesco de Martino
, VIII e attuale Barone di Montegiordano
                     
H3
 Donna Elena de Martino
                  
G2
 Don 
Luigi de Martino
, prefetto di Napoli e Commendatore dell’Ordine Mauriziano, sposò Donna Carolina dei Conti d'Aubert
                     
H4
 Donna Anna de Martino (1903)
                     
H5
 Donna Elena de Martino (1905)
                     
H6
 Don Francesco de Martino (1906)
                  
G3
 Don 
Filippo de Martino
, vice questore di Napoli e Commendatore dell’Ordine della Corona d’Italia
                  
G4
 Don 
Nicola de Martino
, sposò Donna Ersilia dei Conti Piscicelli
                  
G5
 Don 
Giuseppe de Martino
 (1872), funzionario dell'amministrazione delle FF.SS., sposò Donna Anna dei Conti Piscicelli
                     
H7
 Donna Laura de Martino (1911)
                  
G7
 Don 
Errico de Martino
 (1873), Maggiore di complemento del R.E. e funzionario del comune di Napoli, sposò Maria Danise
               
F3
 Don 
Francesco de Martino
, sacerdote e diacono del capitolo metropolitano di Napoli e Abate di S. Giorgio maggiore
               
F4
 Don 
Antimo de Martino
, funzionario del ministero dei LL.PP.
               
F5
 Don 
Filippo de Martino
, funzionario della corte dei conti
            
E2
 Don 
Nicola de Martino
, Generale borbonico e ultimo comandante della cittadella di Messina
            
E3
 Don 
Raffaele de Martino
, capitano borbonico, sposò Donna Carolina Rispoli
               
F6
 Donna Concetta de Martino, suora
               
F7
 Don 
Eugenio de Martino
, sposò Maria Nicolini Manchi
                  
G8
 Don 
Raffaele de Martino
, sposò Donna Violante de Vargas Machuca
                     
H8
 Don Vittorio de Martino
                  
G9
 Don Mario de Martino
               
F8
 Donna Teresa de Martino
            
E4
 Donna Nicoletta de Martino, nubile
            
E5
 Donna Giovanna de Martino, nubile
      
C4
 Don 
Nicola de Martino
, sacerdote
      
C5
 Don 
Antimo de Martino
, sacerdote
```

### Martino duchi di Pietradoro
Decorata del titolo di duca con Regio Privilegio il 24 novembre 1731 in persona di Leonardo, detto titolo venne infeudato di Pietradoro (negli Abruzzi) acquistato nel 1735.
- Giovanni Battista de Martino di Pietradoro, Nobile dei Duchi di Pietradoro (Napoli, 22 aprile 1758 – Napoli, 1 maggio 1826) è stato Vescovo di Telese e Alife;
- Vincenzo de Martino Capitano del “4º Battaglione Cacciatori” ha partecipato alla campagna del 1860/61 per la difesa del Regno delle Due Sicilie dall'invasione piemontese.

### Martino signori di Poppano
Alessandro de Martino, dottore in leggi, acquistò nel 1654 il feudo di Poppano da Giuseppe Cantone e nel 1663 lo donò al figlio primogenito Filippo de Martino.
Nel 1725 i figli di Filippo, don Giuseppe de Martino e don Gaetano de Martino vendetterò il feudo di Poppano al barone Vincenzo Moscati.

### Altri membri
- Renato de Martino (1780 - ?) Nobile, Diplomatico, Console Generale del Regno delle Due Sicilie a Tunisi.
- Giacomo Ambrogio de Martino (Tunisi 1811- Pisa 1879) Nobile, Ambasciatore, Deputato, Ministro degli Affari Esteri del Regno delle Due Sicilie nel 1860, Presidente delle Ferrovie Romane.
- Giacomo de Martino (Londra, 21 settembre 1849 - Bengasi, 23 novembre 1921) Conte, Senatore, fondatore dell'Istituto Coloniale Italiano, Governatore della Somalia, della Cirenaica e dell'Eritrea.
- Giacomo de Martino (Berna, 7 settembre 1868 - Roma, 25 giugno 1957) Nobile, Senatore, è stato un diplomatico italiano (Ambasciatore a Berlino, Londra, Tokyo e Washington e Segretario Generale del Ministero degli Affari Esteri).
- Gino de Martino (Firenze 1875 - Roma 1956) Conte, primo campione d'Italia di tennis (singolo nel 1895 e nel 1911, in doppio con il fratello Uberto).
- James de Martino (Roma 1904 - Roma 1938) Conte, campione italiano di tennis in doppio con il fratello Gingi (nel 1928 e nel 1930).
- Gino (detto Gingi) de Martino, (Firenze 1905 - Roma 1977) Conte, campione italiano di tennis in doppio con il fratello James (nel 1928 e nel 1930).

- Eduardo Federico de Martino (1838-1912) è stato un ufficiale di marina e pittore italiano di fama internazionale.
- Federico de Martino (1844-1909) è stato un vescovo italiano. A lui si deve la costruzione dell'omonima piazza nel centro del borgo antico di Castellaneta.
- Francesco De Martino (1907-2002) è stato un giurista, politico e intellettuale italiano, tra i massimi esponenti del socialismo italiano.
- Ciro Di Martino (1925–2012) è stato un generale di corpo d'armata italiano.
- Renato Raffaele Martino (Salerno, 23 novembre 1932) è un cardinale e arcivescovo cattolico italiano.

## I Martino di Sicilia
Il primo esponente di questa famiglia a trapiantarsi in Sicilia è stato Niccolò Martini/Martino che fu nominato dal Re Federico II di Sicilia (1194-1250) Capitano di Piazza, di Mineo e di Malta. I Martino parteciparono alle Guerre del Vespro in cui i baroni e i signori feudali della Sicilia si ribellarono al governo degli Angioini. Nel XIV secolo i Martino facevano parte della fazione catalana formata da famiglie che avevano appoggiato il partito svevo-ghibellino che si opponeva alla fazione latina formata da famiglie che avevano appoggiato il partito guelfo-angioino. Un discendente di Niccolò, Guglielmo Martino (morto nel 1349), chiamato anche Martini o de Martino, fu senatore di Palermo nel 1335. Nel 1338 lo stesso Guglielmo protestava nei confronti dei giurati palermitani per ottenere il rimborso del mutuo da lui versato pari a 75 once d'oro, utilizzato nel 1333 per liberare il castello a mare occupato dagli Angioini. Possedette il feudo Borgetto che acquistò nel 1347 dal conte Raimondo Peralta, dopo che quest'ultimo aveva avuto l'assenso di re Ludovico di Sicilia alla vendita di questo feudo che faceva parte della Contea di Caltabellotta. Guglielmo possedette inoltre il feudo Michikeni. Nominò come suoi eredi il figlio Nicola Martino/de Martino e Riccardo e Nicola di Carbono. Quest'ultimi, nel 1351, si obbligarono a risevare i diritti del feudo Borgetto a Donna Margherita de Blanco, verso cui erano debitori, e lo stesso anno vendettero ad un'asta pubblica alla stessa de Blanco quel feudo. Nel 1374 Nicola Martino vendette il feudo di Michikeni per 12 once d'oro a Filippo de Milacio e a Venuto de Terrana. Essendo Umana de Asculi morta senza figli, Re Martino I di Sicilia, per la fedeltà dimostrata dalla famiglia Martino nei confronti degli Aragonesi, concesse i feudi di Friddi e Faverchi (prima di proprietà della famiglia Asculi) a Guglielmo de Matina o Martini, figlio di Nicola, con privilegio del 5 dicembre 1392. Questi feudi rimasero di loro proprietà fino alla prima metà del XV secolo quando Mutua, figlia di Guglielmo sposò Giacomo Agramonte. Pietro Martini sposò la figlia di Giorgio di Landres che fu giurato di Mazara nel 1402. Da Pietro nacquero quattro figli Giorgio, Lancillotto, Arcadio e Nicolò che, per via dei loro matrimoni, si trasferirono poi in altre città del Regno. Da questo momento in poi si formarono vari rami che assunsero cognomi come Martino, di Martino, de Martino, Martini e de Martinis. Pietro Martini (discendente del sopra citato Pietro Martini), per la moglie Eleonora de Naro, possedette la metà dei feudi di Caddeddi e Bufalefi, dei quali ebbe investitura del 6 marzo 1509. Bartolomeo Martini, figlio di Pietro, fu Barone di Caddeddi e Bufaleti per intero per investitura del 23 giugno 1530. Giuseppe de Martino fu nominato dal Viceré di Sicilia Diego Enriquez Guzman, Capitano di Giustizia di Caltagirone nel 1588-89. Nel XVI secolo un ramo dei Martino si trasferì nella provincia di Messina dove furono una delle famiglie più importanti di Cefalù, di Naso, di Messina e di altre città della provincia dove ricoprirono cariche civili (Avvocati, Notai, medici ecc...), politiche (Capitani di Giustizia, Deputati e Senatori di Città, ecc...) ed Eclesiastiche.
- Giovanni Martino fu Deputato di Naso nel 1624.
- Don Francesco Martino fu Giurato di Cefalù nel 1657.
- Antonino Onofrio Martino con privilegio dell'11 giugno 1666, ottenne il titolo di Barone di S. Giorgio di Morabito[6];
- Don Tommaso di Martino Giurato di Cefalù;
- Ippolito Barone di San Giorgio di Morabito.
- Giuseppe Martino,figlio del precedente, nel 1742 ottenne investitura del titolo di barone di Rocca e Valdina o Maurogiovanni come marito di Caterina Valdina[7] Spedaliere degli Incurabili di Palermo nel 1725, da lui si originò il ramo dei Martino di Rocca e di Valdina;
- Salvatore Martino-Ortolano fu Capitano di Giustizia di Cefalù nel 1770-71;
- Barone Domenico Martino fu tesoriere di Cefalù nel 1771-72;
- Antonino Martino (1855-1935) Sindaco di Messina dal 1900 al 1904, dal 1905 al 1906 dal 1914 al 1919;
- Gaetano Martino (1900-1967) Presidente del Parlamento Europeo dal 1962 al 1964, Ministro della Pubblica Istruzione nel 1954 e Ministro degli Affari Esteri dal 1954 al 1957;
- Antonio Martino (1942) Ministro degli Affari Esteri dal 1994 al 1995 e Ministro della Difesa dal 2001 al 2006;

## Palazzi e dimore storiche

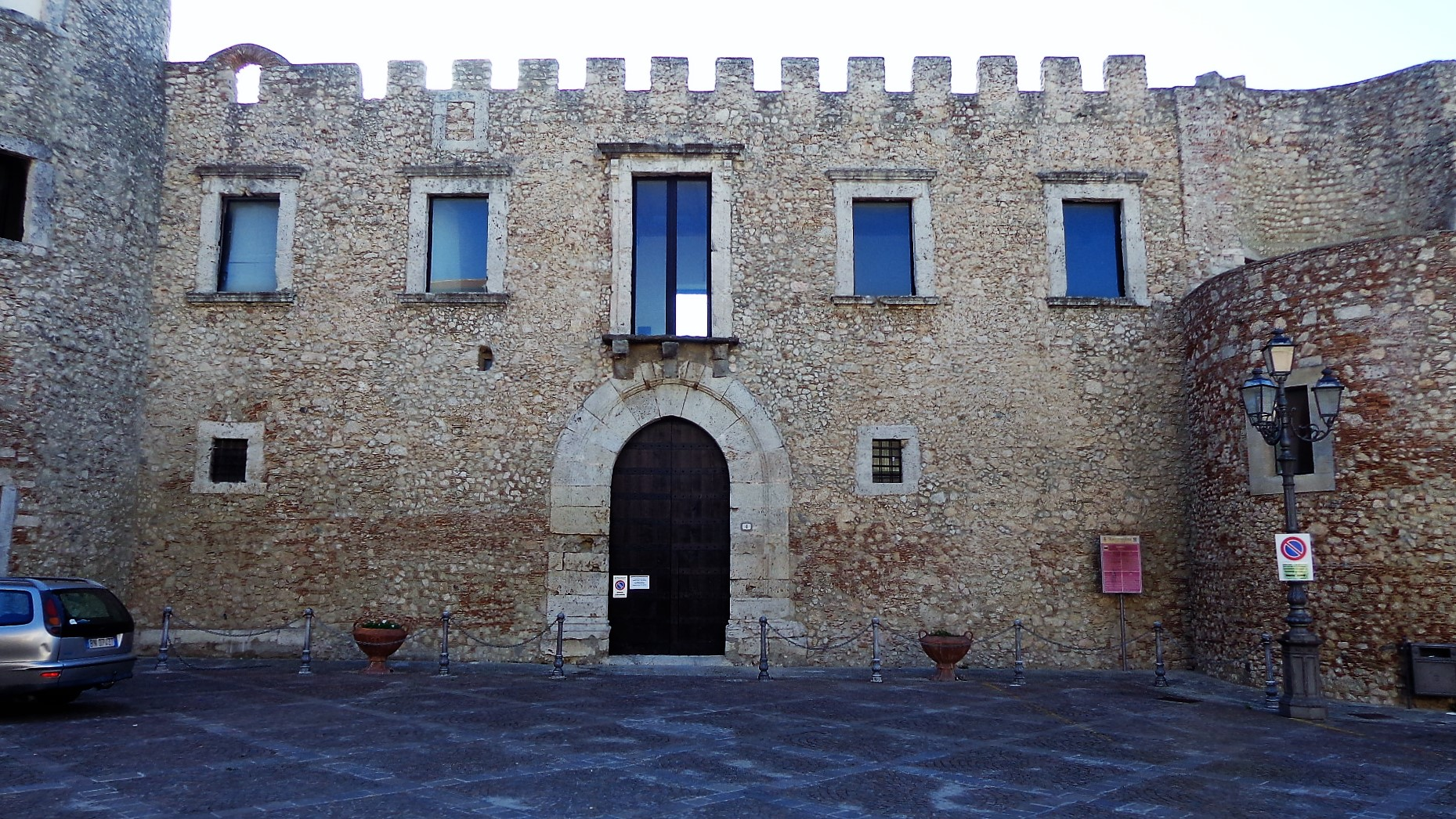
castello di Roccavaldina

- Palazzo De Martino di Massa Lubrense, fatto costruire da Giovan Giacomo De Martino agli inizi XV secolo
- Castello di Faicchio
- Palazzo Martino di Cefalù
- Castello di Roccavaldina
- Palazzo de Martino a Sant'Antimo
- Palazzo Martino a Giugliano in Campania con omonimo vico dal suo ingresso
- Castello di Montegiordano
- Palazzo de Martino a Barletta
- Castello di Montefalcone di Val Fortore
- Castello di Puglianello